# Rauda Jamis
Rauda Jamis, nascuda l'any 1955, és una escriptora, biògrafa i traductora mexicana que escriu en francès. Filla de Fayad Jamís i Nivaria Tejera, va viure part de la seva infància a Cienfuegos abans d'emigrar primer a Itàlia i després a França. Ha traduït al francès obres de Manuel Vasquez Montalban, Claribel Alegria, Daniel Viglietti i Elena Poniatowska.

## Obres
- La France du terroir, Éditions du Chêne, 1983.
- Frida Kahlo. Autoportrait d'une femme, Premses de la Renaissance, 1985.
  - reed. per Actes Sud, 1995.
- Au-delà des cendres, Presses de la Renaissance, 1987.
- Le Carnet à spirales, Presses de la Renaissance, 1988.
- Artemisia ou la renommée, Presses de la Renaissance, 1990.
- Portrait, amb Gisèle Freund, Éditions des femmes, 1991.
- L'Espérance est violente. Une évocation de Marina Tsvetaïeva, NiL Éditions, 1994.
- Du fond des mères. Correspondance entre deux femmes, amb Isabel Núñez, Desclée de Brouwer, 1998.
- Ce qui me gêne avec les psys, Jean-Claude Lattès, 2003.